# Colombar maïtsou
Treron australis
Espèce
Statut de conservation UICN

 LC  : Préoccupation mineure
Le Colombar maïtsou (Treron australis) est une espèce d'oiseau de la famille des Columbidae.

## Habitat
Il habite les forêts de plaines humides et les forêts sèches subtropicales ou tropicales.

## Répartition et sous-espèces
Selon la classification de référence du Congrès ornithologique international (15.1, 2025) il se répartit en deux sous-espèces :
- T. a. xenius Salomonsen, 1934 — ouest de Madagascar
- T. a. australis (Linnaeus) 1771 — est de Madagascar

## Galerie

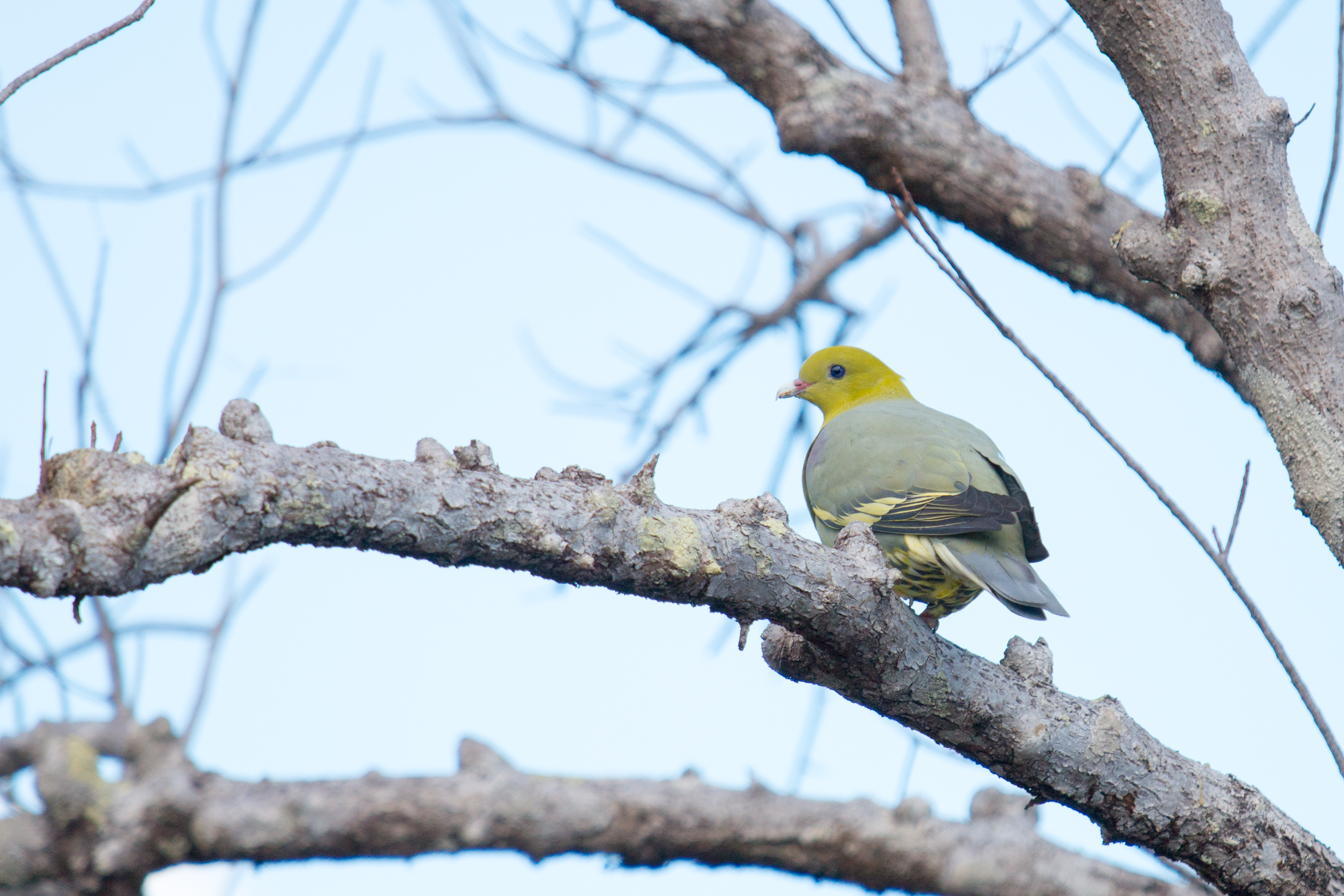
Treron australis à Madagascar
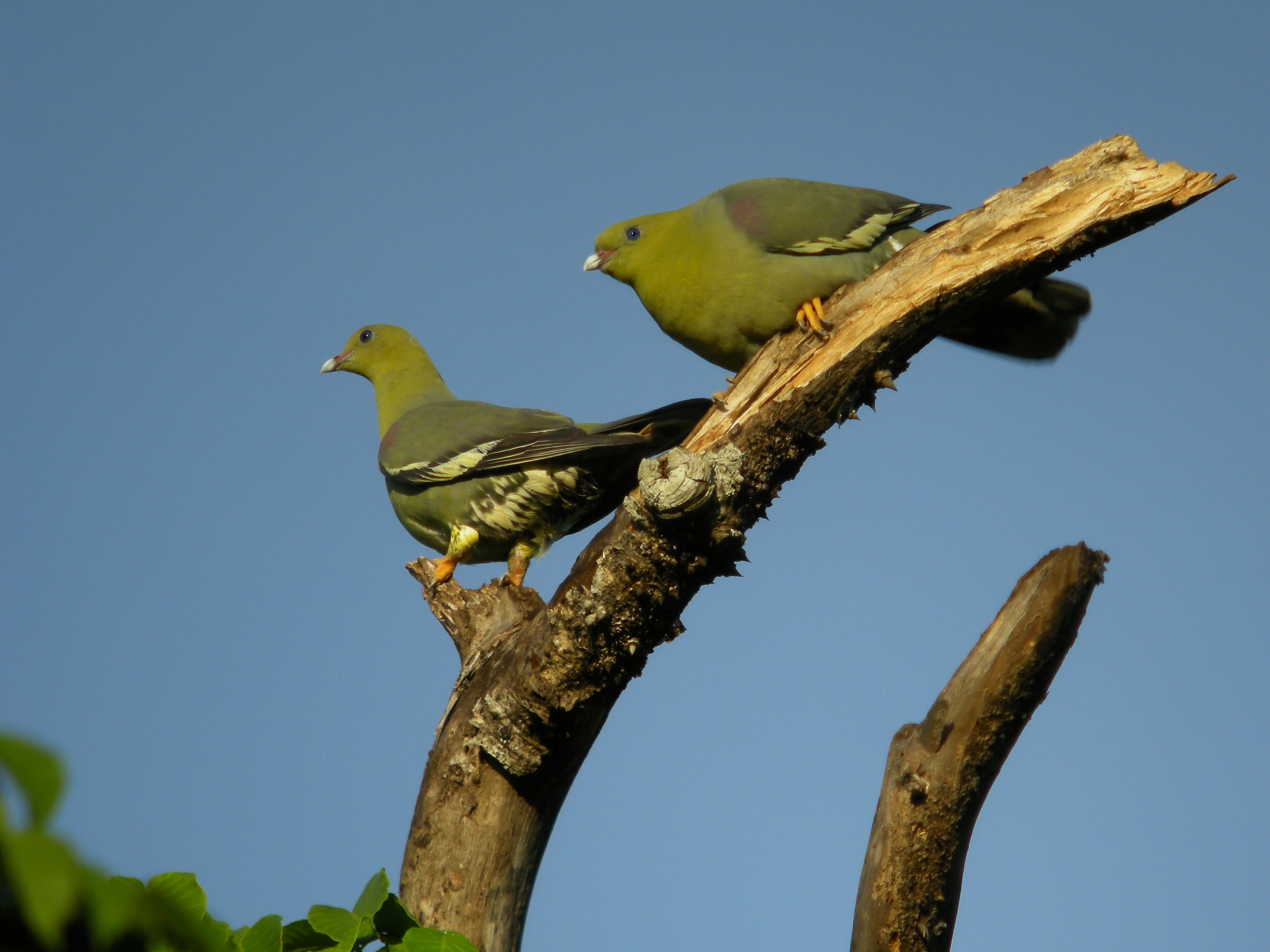
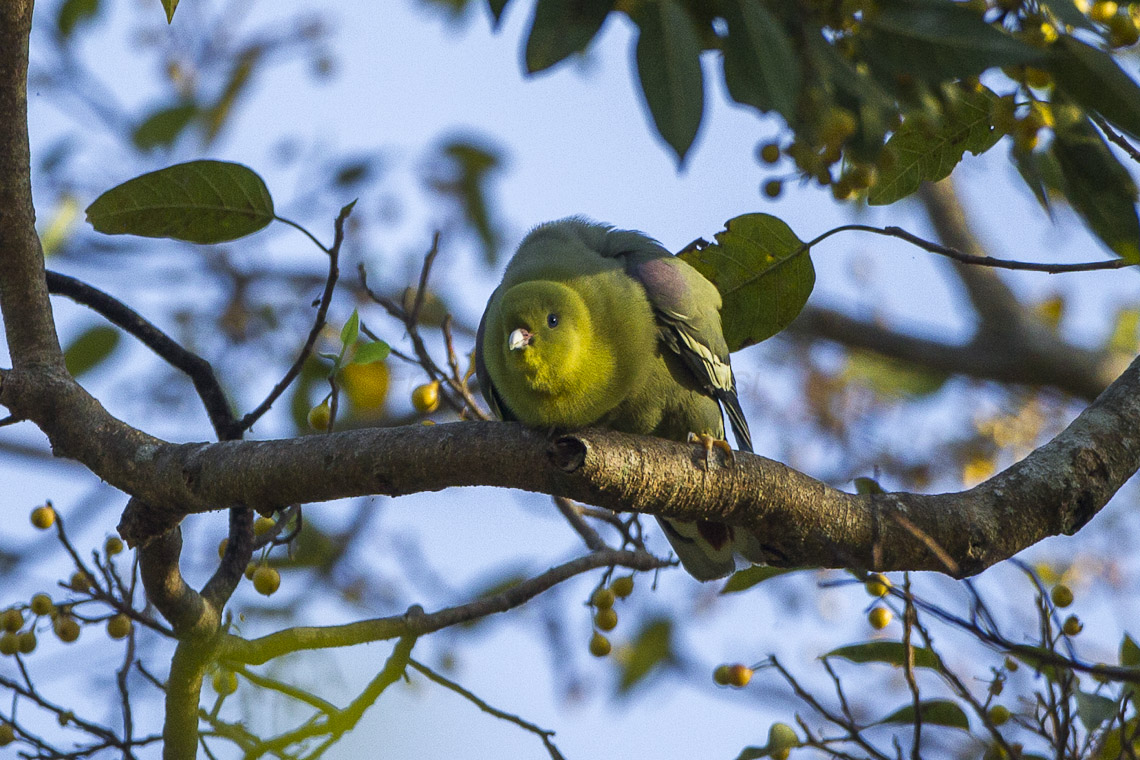